# Hitch
Hitch is een Amerikaanse romantische komische film uit 2005 onder regie van Andy Tennant. De film won een BMI Film & TV Award, een Kids' Choice Award en een Teen Choice Award.

## Verhaal
Alex 'Hitch' Hitchens (Will Smith) is een professioneel relatiemanager, die ervoor zorgt dat zijn cliënten een relatie kunnen beginnen met de dame van hun dromen. Hij zorgt voor goede omstandigheden en met gebruik van technologie fluistert hij zijn klanten in wat ze moeten zeggen. Na een afspraakje of drie is het ijs gebroken en de "gewone" man heeft een relatie met zijn "droomvrouw". Hitch doet zijn werk volgens de ethische code dat hij alleen helpt liefde te bewerkstelligen, geen liefdeloze seks. Hij zorgt er daarbij voor dat zijn naam onbekend blijft, omdat zijn werk snel tot een einde zal komen als de vrouwen die hij mee helpt versieren hem kunnen herkennen.
De film volgt het verhaal van een van zijn klanten, Albert Brenneman (Kevin James) die graag in contact wil komen met de rijke Allegra Cole (Amber Valletta), voor wie Brenneman één uit een heel team accountants is. Hitch zet het allemaal op en alles loopt op rolletjes totdat de, puur op seks uit zijnde, klant Vance Munson (Jeffrey Donovan) een opmerking over de 'date doctor' ("date doctor my ass") maakt. Hitchens weigerde Munson te helpen, maar Casey Sedgewick, die zojuist door Munson is gebruikt voor seks en daarna gedumpt, vat de opmerking verkeerd op. Zij denkt dat de date doctor Munson heeft geholpen haar het bed in te krijgen.
Hitchens zelf is bezig met het imponeren van roddelcolumniste Sara Melas (Eva Mendes), die moeilijk te vermurwen is om het liefdespad te betreden. Niettemin weet Hitchens haar muur te slechten en de twee worden dolverliefd, wat haar vriendin Sedgewick al tijden zag aankomen als ze Melas met hem aan de telefoon zag zitten. Het geluk komt tot een abrupt einde wanneer ze voor een artikel voor haar blad de 'date doctor' wil ontmaskeren. Melas laat een mannelijke collega een afspraak maken voor hulp, waarna ze er tot haar schrik achter komt dat Hitchens de man is waarvan zij denkt dat haar vriendin Sedgewick het slachtoffer is geworden.

## Rolverdeling
| - Will Smith - Alex 'Hitch' Hitchens - Eva Mendes - Sara Melas - Kevin James - Albert Brennaman - Amber Valletta - Allegra Cole - Julie Ann Emery - Casey Sedgewick - Adam Arkin - Max - Robinne Lee - Cressida Baylor - Nathan Lee Graham - Geoff - Michael Rapaport - Ben - Jeffrey Donovan - Vance Munson - Paula Patton - Mandy - Philip Bosco - Mr. O'Brian - Kevin Sussman - Neil - Navia Nguyen - Mika - Matt Malloy - Pete - Maria Thayer - Lisa - Ato Essandoh - Tanis - Marlyne Barrett - Stephanie - Jack Hartnett - Tom Reda - David Wike - Chip | - Frederick B. Owens - Larry - Jenna Stern - Louise - Austin Lysy - Magnus Forrester - Ptolemy Slocum - Ron - Matt Servitto - Eddie - Amy Hohn - Marla - Mimi Weddell - Oma Wellington - Maulik Pancholy - Raoul - Mercedes Renard - Maria Melas Reda - Jose Llana - Ross - Ryan Cross - Charles Wellington - Tobias Truvillion - Kurt - Jeffrey Carlson - Egon - Henry Binje - Zak - Henry Haile - Zak - Rain Phoenix - Kate - Alba Albanese - Carol - Casper Andreas - Sebastian - Rebecca Mader - Kim |

## Trivia
- De afsluitende scène van Hitch is er een waarin de acteurs het op een dansen zetten op het nummer Now That We Found Love van Heavy D & the Boyz. Vergelijkbare scènes zitten aan het einde van bijvoorbeeld Evan Almighty (Everybody Dance Now) en talloze andere films, met name komedies.

Keep the Change (1992) · Desperate Choices: To Save My Child (1992) · The Amy Fisher Story (1993) · It Takes Two (1995) · Fools Rush In (1997) · Ever After (1998) · Anna and the King (1999) · Sweet Home Alabama (2002) · Hitch (2005) · Fool's Gold (2008) · The Bounty Hunter (2010) · Wild Oats (2016) · The Secret: Dare to Dream (2020) · Unit 234 (2024)